# Bully Fahrzeugbau
Die Bully Fahrzeugbau AG war ein deutscher Hersteller von Automobilen.

## Unternehmensgeschichte
Die Bully Fahrzeugbau AG aus Berlin begann 1933 mit der Produktion von Automobilen. 1933 oder 1934 endete die Produktion. Der Markenname lautete Bully.

## Fahrzeuge
Das Unternehmen stellte zweisitzige, dreirädrige Fahrzeuge her. Die Fahrzeuge hatten einen Zentralrohrrahmen und wurden von einem Einzylinder-Zweitaktmotor angetrieben, der im Heck eingebaut war und über Kette das Hinterrad antrieb. Zur Wahl standen Motoren mit 200 cm³ und 600 cm³ Hubraum. Eine andere Quelle nennt einen Einzylinder-Zweitaktmotor von den Ilo-Motorenwerken mit 198 cm³ Hubraum und 6,5 PS Leistung sowie einen zumindest geplanten Zweizylinder-Zweitaktmotor mit Doppelkolben, 598 cm³ Hubraum und 18 PS Leistung.